# 이반 코비치

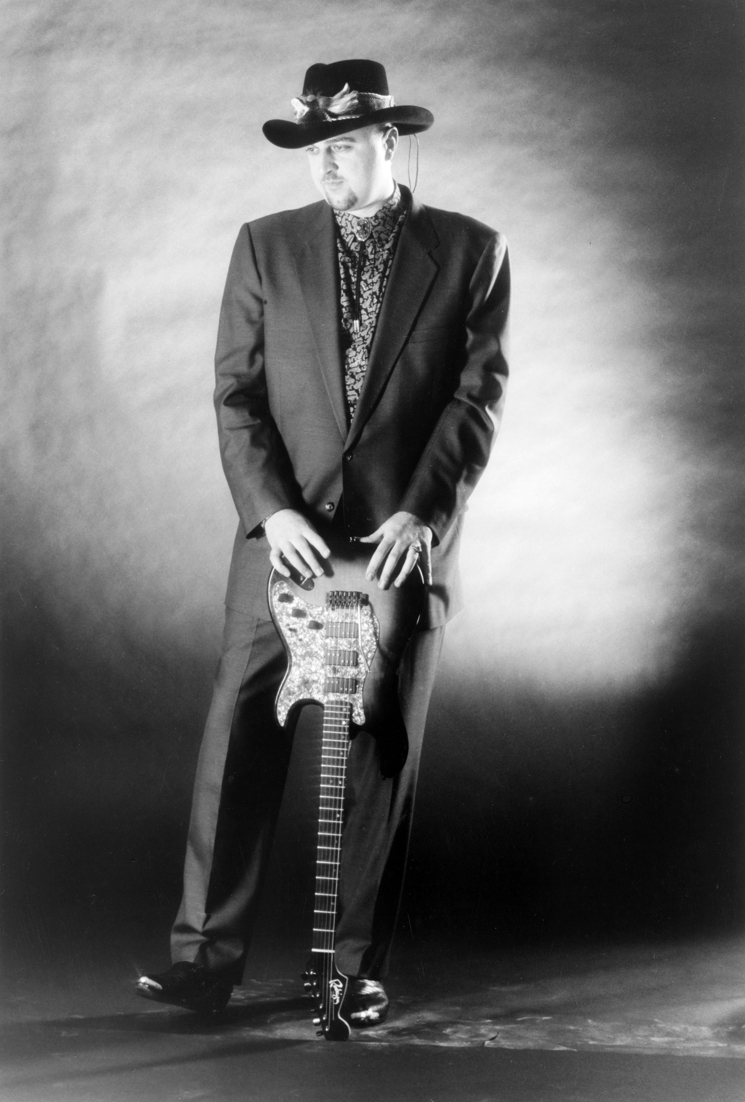

대니얼 이반코비치(Daniel Ivankovich, 1963년 11월 23일 ~ )는 미국의 정형외과의사이자 블루스 음악가이다.